# Tortuna GK
Tortuna GK är en golfklubb i Västmanland.
Tortuna GK:s golfbana ligger 15 kilometer nordost om Västerås, i närheten av Tortuna samhälle. Banan öppnade hösten 1991 och har blivit populär för sin skiftande karaktär. 
Tortuna GK:s 18 hål är delad i två olika karaktärer och svårighet. Den erbjuder utmaningar på alla nivåer av golfare. Banan har par 72 och längden är 5705 meter från gul tee och 4770 från röd tee.
Hål 1-9 är en skogsslinga med många vattenhinder och en stor damm som delar hål 4 och hål 6. 12 bunkrar vaktar hålen i skogen.
Hål 10-18 är nio utmanande hål i en parkliknande miljö – också med en del vatten. Genom banan slingrar sig Lillån. På de sista nio hålen finns 32 bunkrar.